# Sebastian Rusan
Sebastian Rusan (n. 22 septembrie 1884, Secășel, România – d. 15 septembrie 1956, Iași, România) a fost un cleric ortodox român, care a îndeplinit funcțiile de episcop al Maramureșului (1947–1948), arhiepiscop al Sucevei și Maramureșului (1948–1950) și arhiepiscop al Iașilor și mitropolit al Moldovei și Sucevei (1950–1956). A avut, la fel ca și patriarhul Justinian, o atitudine ambivalentă față de regimul comunist, fapt ce i-a adus reproșuri din partea exilului românesc.

## Biografie

### Preot de mir
S-a născut la 22 septembrie 1884 într-o familie de țărani săraci din satul Secășel de pe Valea Târnavei, care făcea parte atunci din Austro-Ungaria. A învățat la Liceul „Sfântul Vasile cel Mare” din Blaj (1896–1904), apoi a urmat cursurile Institutului „Andreian” din Sibiu, pe care le-a absolvit în 1907. În același an s-a căsătorit cu Rea Silvia și a fost hirotonit preot.
Tânărul preot a fost repartizat ca paroh la Crăciunești, un sat de oameni săraci aflat astăzi în județul Hunedoara. A slujit acolo în perioada 1907–1912, reușind în acest timp să construiască o biserică de zid. A fost mutat apoi ca paroh în orașul minier Vulcan, unde a slujit în perioada 1912–1929 și a construit, de asemenea, o biserică de zid. În timpul Primului Război Mondial a fost arestat de autoritățile austro-ungare și închis la Sopron (Ungaria), apoi a fost eliberat și trimis ca preot militar pe frontul italian, apoi în Bucovina.
A slujit apoi ca administrator protopopesc la Hațeg (1929–1931) și preot paroh la Ocna Sibiului (1931–1933), unde a fost mutat la cerere. Soția sa a decedat în anul 1931, lăsându-l văduv cu opt copii: cinci băieți și trei fete. În decembrie 1933 a fost numit preot paroh la Odorhei, un oraș cu o populație majoritar secuiască. A fost profesor de religie la Liceul românesc de băieți „Ștefan O. Iosif” din oraș și administrator protopopesc (din 1937) și a construit acolo o biserică monumentală. În toamna anului 1940 autoritățile horthyste, instalate după ocuparea nordului Transilvaniei prin Dictatul de la Viena, l-au expulzat pe preotul Sebastian Rusan, care s-a refugiat în satul Viștea de Jos (județul Făgăraș).
În aprilie 1945, după eliberarea nordului Transilvaniei, a fost numit preot paroh și protopop la Satu Mare, unde a renovat Biserica parohială „Adormirea Maicii Domnului”, care fusese distrusă de război și profanată de ocupanți, și a condus un orfelinat. Nașul său de cununie, Petru Groza, care era prim-ministru al României și se afla în campania electorală pentru alegerile din noiembrie 1946, l-a întâlnit pe preotul Rusan la 6 august 1946 la sărbătoarea Schimbării la Față de la Mănăstirea Sâmbăta de Sus și i-a propus să fie administrator eparhial al Episcopiei Maramureșului (cu sediul la Sighet), care nu avea ierarh ca urmare a morții la 13 aprilie 1945 a episcopului Vasile Stan și a respingerii alegerii episcopului Policarp Morușca la 17 decembrie 1945.

### Ierarh al Bisericii Ortodoxe Române
Sfântul Sinod al Bisericii Ortodoxe Române l-a însărcinat la 1 noiembrie 1946 cu conducerea provizorie a Episcopiei Maramureșului în calitate de locotenent de episcop și l-a ales ca episcop la 21 noiembrie 1947. Unii membri ai Sf. Sinod (printre care arhiereul vicar patriarhal Veniamin Pocitan) au obiectat că preotul Rusan nu avea o licență în teologie, dar, la insistențele mitropolitului Nicolae Bălan, alegerea sa a fost validată.
După tunderea în monahism la Mănăstirea Cernica, Sebastian Rusan a fost hirotonit ca episcop pe 30 noiembrie 1947 de către episcopii Efrem Enăchescu și Pavel Șerpe și instalat în 29 decembrie 1947 la Sighet ca episcop al Maramureșului. În calitatea de episcop, apoi de arhiepiscop, a refăcut reședința și capela episcopală de la Sighet, a organizat administrativ eparhia și a îndrumat preoțimea în misiunea de combatere a sectelor. În urma reorganizării administrative a eparhiilor Bisericii Ortodoxe Române, Episcopia Maramureșului a fost contopită cu porțiunea românească a Mitropoliei Bucovinei și a fost formată Arhiepiscopia Sucevei și Maramureșului, cu sediul la Suceava. Episcopul Sebastian Rusan a fost numit la 21 septembrie 1948 ca arhiepiscop al Sucevei și Maramureșului.
După ce județul Maramureș a fost transferat Episcopiei Oradiei în 1949, Arhiepiscopia Sucevei a fost contopită în februarie 1950 cu Arhiepiscopia Iașilor, înființându-se Mitropolia Moldovei și Sucevei. Sebastian Rusan a fost ales la 26 februarie 1950 în funcția de arhiepiscop al Iașilor și mitropolit al Moldovei și Sucevei, cu sprijinul nașului său de cununie, Petru Groza. A fost întronizat la Iași la 25 martie 1950. În timpul păstoririi ca mitropolit al Moldovei, Sebastian Rusan a fost delegat de Sf. Sinod la câteva congrese și conferințe interortodoxe din străinătate, a întreținut relații cu reprezentanții celorlalte biserici ortodoxe (Patriarhia Ecumenică, Patriarhia Antiohiei, Patriarhia Bulgariei etc.), a sfințit numeroase biserici și a efectuat vizite canonice în eparhia sa. O parte din cuvântările și predicile sale au fost adunate în volumul Osteneli chiriarhale, publicat în 1954 de Tipografia Mănăstirii Neamț (465 p.).
La îndemnul patriarhului Justinian Marina s-a ocupat de buna desfășurare a activității de învățământ din seminariile monahale de la Neamț, Agapia și Văratec, dar și a școlilor monahale, care în 1955 aveau 371 de cursanți. Mitropolitul Sebastian Rusan a urmărit îndeaproape acomodarea vieții monahale la noile realități politice, prin organizarea, inițiată de patriarh, a atelierelor din mănăstiri, dar și prin urmărirea de către monahi a unei intense vieți duhovnicești. În timpul păstoririi sale s-a generalizat cultul Sfintei Cuvioase Parascheva și cultul Sfântului Ioan cel Nou de la Suceava. Având el însuși mulți copii, înaltul ierarh a acordat întâietate în ocuparea posturilor parohiale vacante preoților cu o familie numeroasă.
În anul 1952 a inițiat un program de restaurare și conservare a mai multor monumente bisericești:
- au fost restaurate clădirile complexului mitropolitan (Catedrala Veche, clădirile din spatele Catedralei Mitropolitane destinate personalului bisericesc), a fost împrejmuit complexul mitropolitan cu zid de piatră și gard de fier, au fost refăcute parcurile și fântâna arteziană din incinta complexului,
- au fost efectuate lucrări de restaurare, renovare și înfrumusețare la Biserica „Sfinții Trei Ierarhi” din Iași (care a fost împrejmuită cu gard de fier), Biserica „Sfântul Nicolae Domnesc”, Biserica Socola, Biserica „Sfânta Treime”, Biserica „Sfinții 40 de Mucenici” și Biserica „Sfântul Gheorghe – Păcurari” din Iași, Biserica „Sfântul Gheorghe” din Hârlău și Biserica „Sfântul Gheorghe” din Botoșani, precum și la mănăstirile Neamț, Sucevița, Moldovița, Slatina, Bistrița, Golia, Hlincea și Frumoasa.
- a fost înființată Casa de odihnă de la Bălțătești pentru preoții din Arhiepiscopia Iașilor,
- au fost mobilate și dotate fostul Centru Eparhial de la Suceava și Tipografia de la Mănăstirea Neamț.[3]

### Atitudini politice

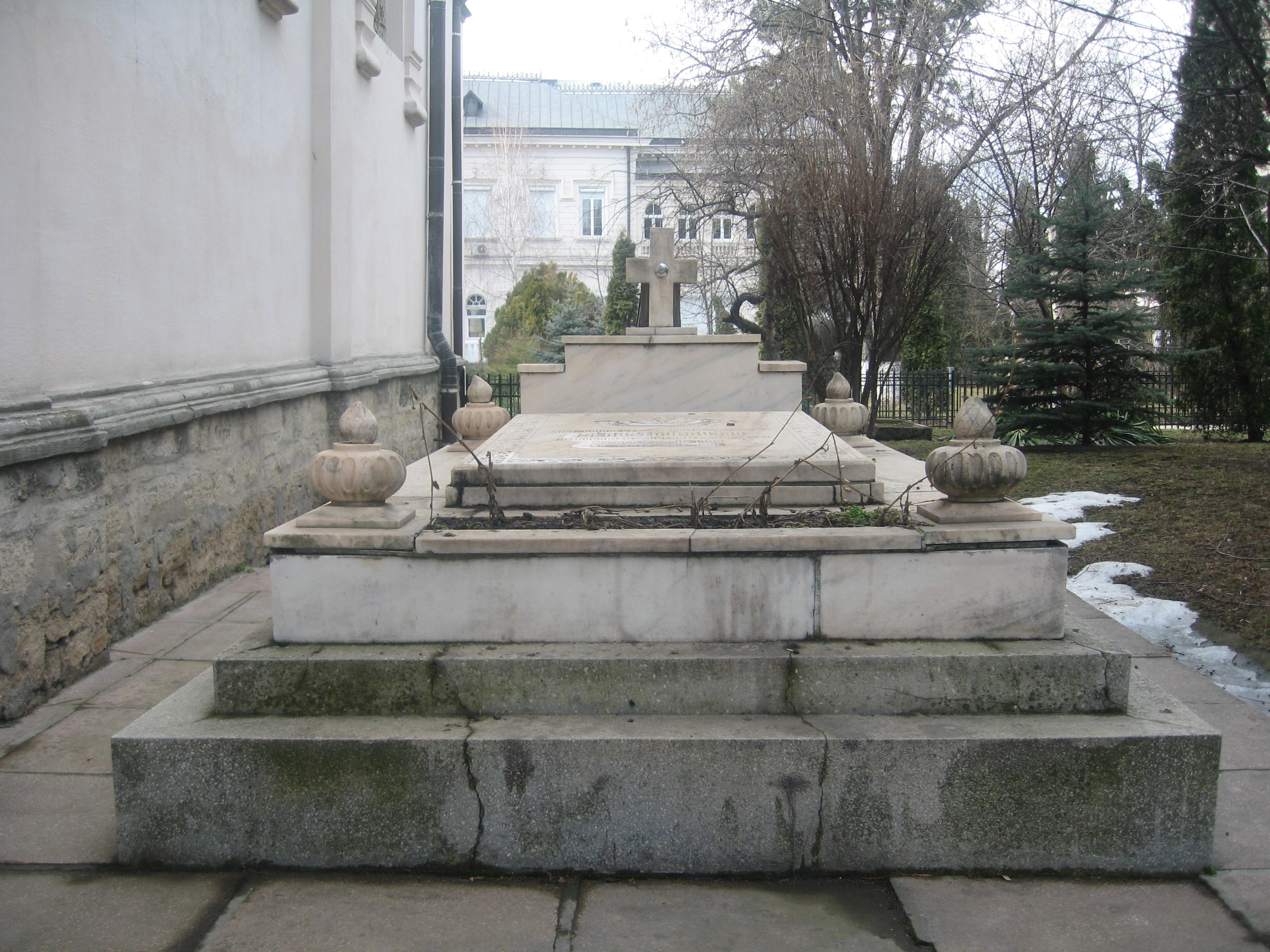
Mormântul mitropolitului Sebastian Rusan lângă zidul Catedralei Vechi din Iași

În ciuda faptului că fusese ales ierarh cu sprijinul lui Petru Groza, Sebastian Rusan s-a manifestat ca un apărător al credinței ortodoxe și și-a sfătuit preoții să nu facă politică și să fie apropiați de credincioși, cărora să le transmită necesitatea păstrării credinței: „Să nu faceți din altarele voastre o tabără politică. Noi avem ideologia noastră. Guvernul comunist își are socotelile lui, dar noi nu vom fi așa de neînțelepți ca să nu înțelegem. Preoții mei să fie alături de poporul românesc, să-l înțeleagă, să-l ajute, căci Hristos ne învață să plângem cu poporul”. În anul 1955 el îi încuraja astfel pe preoți: „E un nemernic acela care spune că preotul nu-i în slujba poporului. Să fiți în slujba Bisericii. Să fiți vrednici chiar în mijlocul ateilor. Eu nu am ajuns mitropolit prin mașinațiuni diabolice, ci datorită celor 48 de ani de misiune bisericească, căci totdeauna am avut la căpătâi Sfânta Scriptură. Întâi Hristos și apoi, după Hristos, trebuie să avem țara și poporul”.
La fel ca și alți ierarhi ortodocși români, mitropolitul Rusan își manifesta speranța în schimbarea regimului politic cu ajutor extern: „Cu riscul de a nu mai fi mitropolit, doresc schimbarea regimului; am gineri buni care azi pătimesc, dar care mâine vor avea o situație bună”, pentru ca în decembrie 1953 să spună: „Anul acesta vine sfârșitul comuniștilor de pe tot pământul, pentru că ei sunt dușmani ai Bisericii; nu vor reuși să nimicească Biserica; timpul le-a sosit și se vor duce în iad cu toți”. În cadrul unei adunări a preoților ieșeni din aprilie 1954 el îi sfătuia pe preoți să fie răbdători și să aștepte vremuri mai bune: „Voi, care întotdeauna ați dus munca de lămurire pentru pacea internă dinlăuntrul țării, lămuriți poporul și îndemnați-i la muncă și liniște, căci în Scriptură spune: Numai cel ce va răbda până la sfârșit, acela se va mântui”. Din cauza acestei atitudini Sebastian Rusan a fost urmărit permanent de Securitate, iar informatorii Securității au consemnat cuvântările lui care creau o atmosferă potrivnică față de regimul comunist. Autoritățile comuniste l-au avertizat în mai multe rânduri să-și schimbe atitudinea și să nu mai țină predici ostile regimului, dar fără niciun rezultat.

### Moartea
Sebastian Rusan a murit din cauze necunoscute la 15 septembrie 1956 la Iași, existând indicii că ar fi fost otrăvit, după cum reiese din documentele Securității. A fost înmormântat lângă peretele nordic al Catedralei Vechi din Iași. Pe placa de marmură a mormântului este următoarea inscripție: „Aici odihnește adormitul în Domnul Sebastian Rusan mitropolitul Moldovei și Sucevei * 22 septembrie 1884 + 15 septembrie 1956”.
Preotul Nicolae Grebenea (1905–2006), un fost legionar care a fost întemnițat timp de 22 de ani din motive politice (1942–1964) și a fost ulterior paroh în satele Spini (1964–1973) și Vlădiceni (1973–1977), a dezvăluit presei bisericești în 1992 că părintele Cleopa Ilie (duhovnicul Mănăstirii Sihăstria) i-ar fi spus în 1975 că mitropolitul Sebastian Rusan a fost otrăvit. Cleopa avea această informație de la Mihail Sadoveanu, care l-ar fi sfătuit să meargă repede cu mașina lui la Iași pentru a-l spovedi și împărtăși pe mitropolit. Atunci când Cleopa a ajuns la Iași, mitropolitul era deja mort. Motivul uciderii mitropolitului l-ar fi reprezentat, potrivit lui Cleopa, faptul că Sebastian Rusan „[...] vorbea prea deschis. El spunea oamenilor: «Nu vă luați după ăștia care zic că nu există Dumnezeu: ăștia-s nebuni. Cum să nu existe Dumnezeu? Cine le-a făcut pe toate?»”.

## Distincții
- Ordinul „Steaua Republicii Populare Române” clasa a II-a (6 iunie 1953) „pentru merite în activitatea patriotică și pentru contribuția adusă cauzei păcii”[11]
- Ordinul „Steaua Republicii Populare Romîne” clasa I (21 septembrie 1954) „cu prilejul împlinirii vîrstei de 70 ani, pentru contribuția adusă cauzei păcii”[12]

## Legături externe
- Ion Vicovan (pr.conf.dr.), „Un vrednic mitropolit al Moldovei din anii de început ai comunismului: Mitropolitul Sebastian Rusan (1950–1956), cinci decenii de la mutarea sa la viața veșnică”, în Teologie și viață, nr. 7–12, 2006, pp. 211–225.
- Ion Vicovan (pr.conf.dr.), „Învățământul teologic din Moldova în timpul mitropolitului Sebastian Rusan (1950–1956)[nefuncțională]
” // Analele Științifice ale Universității «Al.I. Cuza» din Iași (serie nouă), Teologie Ortodoxă, tom. XI, 2006, pp. 89–106.
- Ion Vicovan (pr.conf.dr.), Mitropolitul Sebastian Rusan (1950–1956) – o flacără aprinsă într-o epocă de întuneric, Editura Performantica, Iași, 2008, 327 p., ISBN: 978-973-730-585-5